# Вьетнамско-лаосские отношения
Вьетнамско-лаосские отношения — двусторонние дипломатические отношения между Вьетнамом и Лаосом. Протяжённость государственной границы между странами составляет 2161 км.

## История
После окончания Второй мировой войны Лаос находился в политическом хаосе. Французы, изгнанные из своего протектората японцами, желали возобновить контроль над Лаосом и стали спонсировать партизанские силы. Японцы объявили Лаос независимым. Хотя король Сисаванг Вонг считал, что Лаос ещё слишком слаб для независимости, он провозгласил конец французского протектората, при этом неофициально выступая за возвращения французов в страну. Он дал понять, что он не объявит о независимости своего государства, что привело к активизации движения за независимость. Формирование этого движения проходило при активном участии соседей-вьетнамцев. Шестьдесят процентов жителей шести городских районов Лаоса составляли вьетнамцы, они занимали ключевые позиции в государственном аппарате и в правоохранительных органах. С 1930 года Коммунистическая партия Индокитая создавала полностью вьетнамские ячейки в Лаосе. Силы Патет Лао были одной из сторон гражданской войны в Лаосе (1960—1973), ведя вооружённую борьбу против армии королевского Лаоса. Очень сильное влияние на организацию имела Демократическая Республика Вьетнам (ДРВ), с 1968 года армия ДРВ в значительной степени заменила войска Патет Лао на фронте. Согласно Вьентьянским соглашениям 1973 года, завершившим войну, ПФЛ входил в состав коалиционного правительства.
С 1975 года зависимость Лаоса от Вьетнама воспринималась как естественное продолжение их сотрудничества и солидарности в революции, а не как господство Вьетнама. С уходом вьетнамских вооруженных сил из Лаоса Вьетнам стал терять своё влияние в этой стране. Кроме того, Вьетнам никогда не был в состоянии оказать Лаосу масштабную экономическую помощь. Вьетнамом было запущено только 200 проектов по оказанию помощи в период между 1975 и 1985 годами, в то время как Советский Союз оказывал Лаосу значительно более масштабную помощь. Лаос раньше Вьетнама ввёл новые элементы рыночной экономики, что сблизило его с Китаем и Таиландом. Тем самым, Лаос стал проводить более гибкую внешнюю политику, сотрудничая со своими новыми друзьями. Вьетнам же, потерял былое влияние в этой стране, но несмотря на это остаётся для Лаоса партнёром и союзником.

## Экономические отношения
Вьетнам вложил в общей сложности 4,9 миллиардов долларов США в экономику Лаоса и в настоящее время является одним из крупнейших иностранных инвесторов в этой стране (после Китая, Таиланда, Гонконга, Франции и Нидерландов, по данным Департамента по содействию иностранным инвестициям ЛНДР https://investlaos.gov.la/wp-content/uploads/formidable/16/rpt_Invest_Summary_Country1A2016-2020.pdf). В 2014 году объём товарооборота между странами составил сумму около 1,1 млрд долларов США.